# Chapelle Sainte-Anne du Pègue
La chapelle Sainte-Anne du Pègue est une chapelle romane située sur le territoire de la commune du Pègue dans le département français de la Drôme en région Auvergne-Rhône-Alpes.

## Localisation
La chapelle Sainte-Anne se dresse dans le cimetière, au pied du célèbre oppidum préromain.

## Historique
Dédiée actuellement à sainte Anne, la chapelle est le dernier vestige du couvent.
Édifiée sur l'emplacement d'un temple romain, elle occupait, croit-on, à peu près le centre d'Alétanum. Les colonnes antiques qui existent dans cette chapelle, les sarcophages et inscriptions lapidaires trouvés sur le territoire du Pègue, la belle mosaïque découverte le 10 mars 1875 par le curé qui la fit enfouir dans un jardin, tout s'accorde à démontrer que la cité d'Alétanum eut une certaine importance.
La chapelle fait l'objet d'une inscription au titre des monuments historiques depuis le 17 juillet 1926.

## Architecture
La chapelle présente un beau chevet constitué d'une abside semi-circulaire.
Cette abside, édifiée en pierre de taille assemblée en grand appareil, est percée d'une fenêtre absidiale unique.
Elle est couronnée par une frise de dents d'engrenage très abîmée et d'une corniche en biseau qui supporte la toiture de lauze.
Le mur pignon qui soutient l'abside est surmonté d'un petit clocheton à baie campanaire unique, sommé d'une croix en fer forgé.